# Pierre Billecocq
Pierre Billecocq, né le 11 juillet 1921 à La Spezia, en Ligurie, en Italie, et mort le 15 avril 1987 à Suresnes, dans les Hauts-de-Seine, est un homme politique français.

## Biographie

### Jeunesse et études
Pierre Billecocq naît dans une famille aisée. Il descend d'une longue lignée de diplomates français, dont plusieurs ont mené leur carrière au Bureau du chiffre du quai d'Orsay. Son grand-père, Ernest Billecocq, est chef de ce service de 1884 à 1891, et son père, Charles Billecocq, y a également travaillé.
Vivant à Londres dans sa jeunesse, il fréquente le lycée français de Londres, puis le lycée Janson-de-Sailly à Paris. Il s'engage dans les Forces françaises libres en juin 1940. Une fois la défaite advenue, il s'inscrit à la faculté de lettres de l'université de Lyon, dont il sort titulaire d'une licence de lettres, et peut-être également une licence de droit.
Il est admis à l'École libre des sciences politiques, dont il sort diplômé. Il y prépare les concours administratifs, et est admis à l'École nationale d'administration au sein de la promotion Croix-de-Lorraine, 1948.

### Parcours professionnel
Il sort de l'ENA administrateur civil.
Il est élu député en 1968, après un duel face à Rachel Lempereur et succède ainsi à Henri Duterne. Il rejoint le groupe UDR.
En 1969, il rejoint le gouvernement de Jacques Chaban-Delmas, en tant que Secrétaire d'État auprès du Ministre de l'Éducation. Olivier Guichard, et laisse son siège de député à son suppléant Hubert Rochet.
Il rejoint le gouvernement de Pierre Messmer  en tant que secrétaire d'État chargé de la Coopération auprès du ministre des Affaires étrangères, Maurice Schumann de 1972 à 1973. En complément de ses missions gouvernementales, il est élu conseiller général sur le canton de Lille-nord-est en 1970. L'année suivante, il est élu maire de La Madeleine.
Il se représente aux élections législatives de 1973 dans la troisième circonscription du Nord, et l'emporte, succédant ainsi à Alain Le Marc'hadour. Il devient Secrétaire d'État auprès du Ministre des Transports dans le gouvernement de Pierre Mesmer,  Yves Guéna, de 1973 à 1974. Pendant sa nomination, il laisse sa place à l'Assemblée Nationale, à son suppléant, Claude Dhinnin.
À la suite de son départ du gouvernement, il ne reprend pas son siège de député, et se désengage,petit à petit, de la vie politique, hormis pour soutenir la candidature de Michel Debré en 1981.
Il poursuit sa vie professionnelle dans le secteur privé. Il meurt le 15 avril 1987.